# In Time: The Best of R.E.M. 1988–2003
In Time: The Best of R.E.M. 1988-2003 es un álbum recopilatorio de la banda de rock alternativo R.E.M. Fue publicado en 2003 y en él se incluyen sus éxitos con Warner Bros. Records desde su disco Green publicado en 1988 hasta su disco Reveal lanzado en 2001. Además se incluyen dentro del recopilatorio dos nuevas canciones (Bad Day y Animal). 

## El disco
La primera versión de la canción Bad Day fue grabada en 1986 y en el 2003 se grabó una versión más pop para ser incluida en el álbum. La canción The Great Beyond fue compuesta como parte de la banda sonora de la película Man on the Moon. Fue incluida en el álbum debido a su gran éxito en el Reino Unido.
Una de las grandes omisiones del álbum es el éxito Shiny Happy People la cual había sido uno de sus más grandes éxitos.

## Lista de Reproducción
1. "Man on the Moon" (de Automatic for the People, 1992) – 5:14
2. "The Great Beyond" (Buck, Mills, Stipe) (de la banda sonora de Man on the Moon, 1999) – 5:05
3. "Bad Day" – 4:06
4. "What's the Frequency, Kenneth?" (de Monster, 1994) – 4:00
5. "All the Way to Reno (You're Gonna Be a Star)" (de Reveal, 2001) - 4:45
6. "Losing My Religion" (de Out of Time, 1991) – 4:28
7. "E-Bow the Letter" (de New Adventures in Hi-Fi, 1996) – 5:24
8. "Orange Crush" (de Green, 1988) – 3:51
9. "Imitation of Life" (Buck, Mills, Stipe) (de Reveal, 2001) – 3:57
10. "Daysleeper" (Buck, Mills, Stipe) (de Up, 1998) – 3:40
11. "Animal" (Buck, Mills, Stipe) – 4:01
12. "The Sidewinder Sleeps Tonite" (de Automatic for the People, 1992) – 4:07
13. "Stand" (de Green, 1988) – 3:11
14. "Electrolite" (de New Adventures in Hi-Fi, 1996) – 4:06
15. "All the Right Friends" (de la banda sonora de Vanilla Sky, 2001) – 2:46
16. "Everybody Hurts" (de Automatic for the People, 1992) – 5:18
17. "At My Most Beautiful" (Buck, Mills, Stipe) (de Up, 1998) – 3:34
18. "Nightswimming" (de Automatic for the People, 1992) – 4:18